# Sigurimi
Drejtoria e Sigurimit të Shtetit ili kraće Sigurimi je albanska tajna policija tijekom komunističkog režima.

## Povijest
Ime joj znači "Direktorat državne sigurnosti". Enver Hoxha osnovao ju je 20. ožujka 1943. Metode rada ove tajne policije bile su slične onima NKVD-a, KGB-a, Stasija, a možda čak i Securitatea. Čak 170 članova Politbiroa ili Centralnog komiteta pobijeno njezinim djelovanjem. Svaki treći Albanac bio je u radnom logoru ili je ispitivan od strane časnika Sigurimija. Sigurimi je imao oko 5.000 uniformiranih pripadnika snaga unutarnjeg osiguranja, te oko 10.000 časnika, dok je oko 2.500 istih bilo pod Narodnom Armijom.
Kandidati bi prolazili zahtjevnu političku i psihološku provjeru, a predlagali bi ih lojalni članovi stranke.
Raspuštena je u srpnju 1991. i zamijenjena Nacionalnom Obavještajnom Službom.